# Shinchōkoku-ji

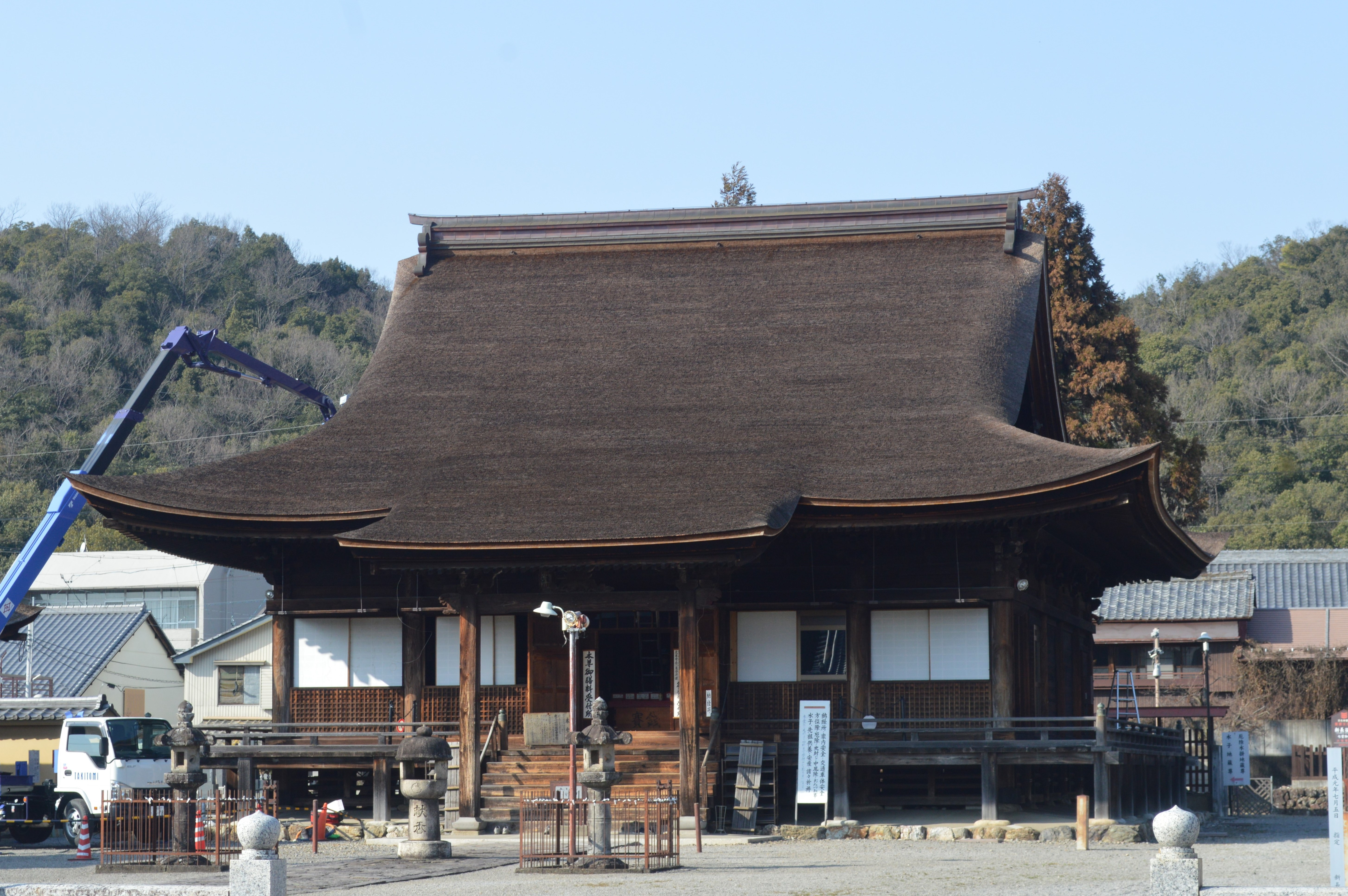
Haupthalle

Der Shinchōkoku-ji (japanisch 新長谷寺) ist ein Tempel des Chisan-Zweiges (智山派, Chisan-ha) der Shingon-Richtung des Buddhismus in der Stadt Seki in der Präfektur Gifu.

## Geschichte

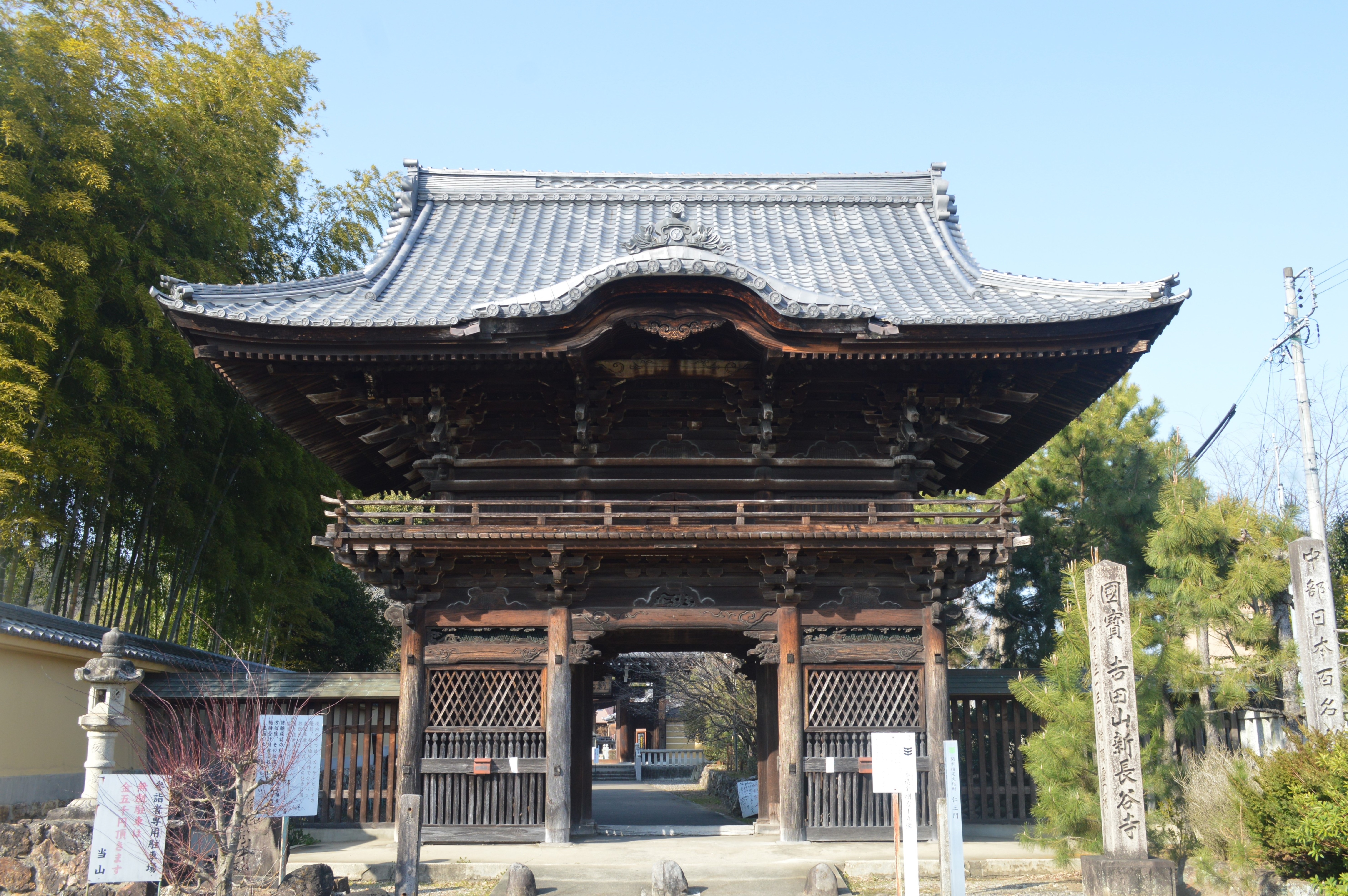
Das Niō-Tor zum Tempel

In der Jōō-Zeit (1222–1224) wurde dem Priester Gonin (護忍) im Traum am Hase-dera befohlen, in der Provinz Yamato hier einen neuen Tempel zu errichten. Dieser wurde dann Gebetstempel des Kaisers Go-Horikawa. Der Tempel wurde nach dem Prinzip der Sieben-Gebäude-Anlage (七堂伽藍, Shichidō-garan) errichtet, besaß 8 Klausen für Shingon-Anhänger und 8 Klausen für Anhänger der Tendai-Richtung und war damit ein bedeutender Tempel. Im Jahr 1300 brannte der Tempel allerdings ab, wurde aber gleich danach noch in der Kamakura-Zeit mit der Unterstützung der Nikaidō, die wichtige Positionen im Bakufu innehatten, wieder aufgebaut.

## Die Anlage

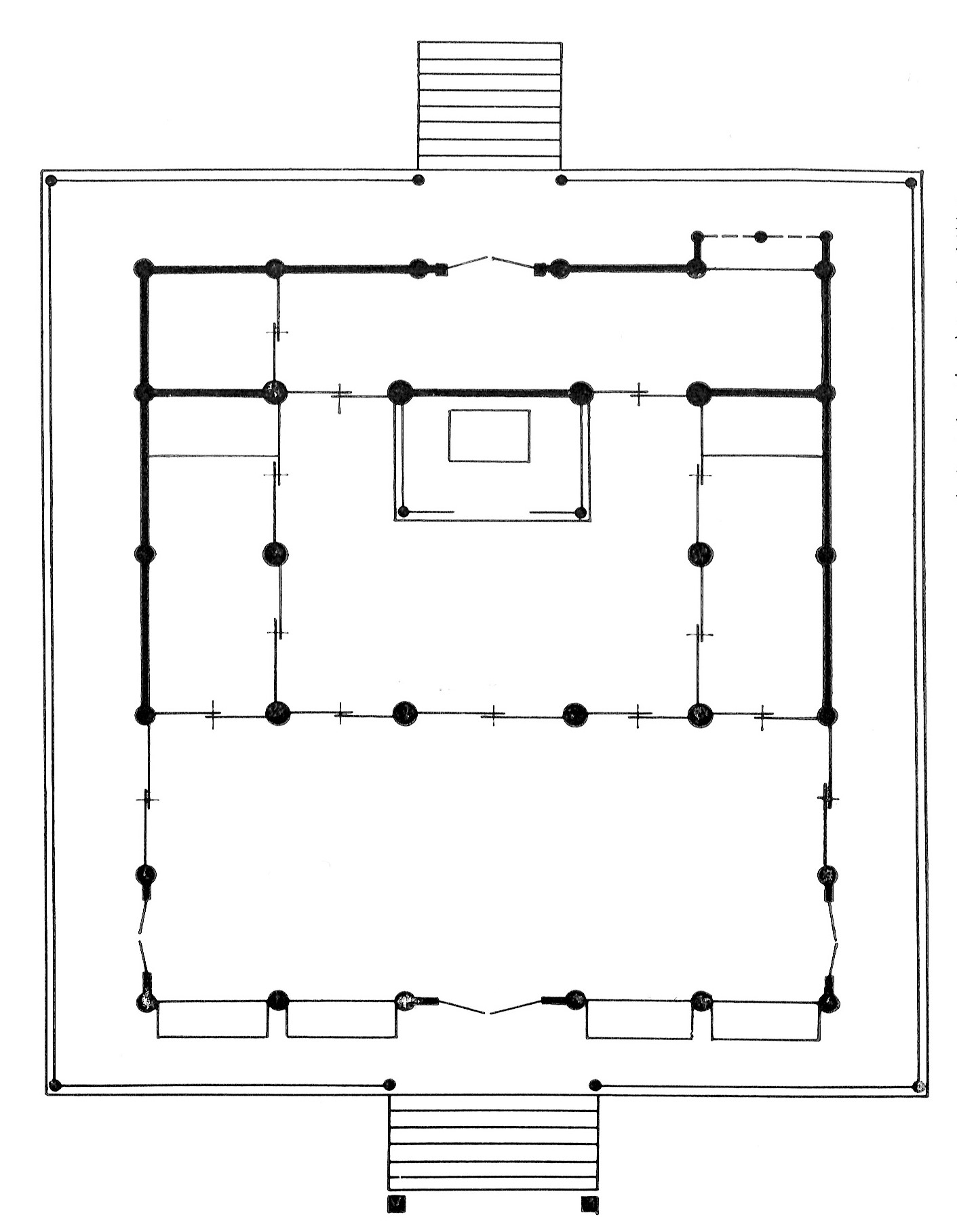
Grundriss der Haupthalle

An den Spuren des ersten Tores (大門, Daimon oder 総門, Sōmon) vorbei erreicht man das als Rōmon ausgeführte Niō-Tor (仁王門, Niō-mon). Auf dem Tempelgelände befindet sich die Statue des Dewa no Kami (出羽守) Nikaidō Yukifuji (二階堂 行藤) und das Grab der Musume no rishūni (女の理秀尼). – Nach dem Brand von 1457 wurde mit Hilfe der Herren von Seki, der Murayama, der Tempel wieder aufgebaut. Die Gebäude des Tempels, die Haupthalle (本堂, Hondō) mit einer Breite × Tiefe von 12,94 × 14,07 m, die dreistöckige Pagode (三重塔, Sanjū-no-tō), die Chinju-Halle (鎮守堂, Chinju-dō), Yakushi-Halle (薬師堂, Yakushi-dō), Amida-Halle (阿弥陀堂, Amida-dō), Taishi-Halle (太子堂, Taishi-dō) und das Gästehaus (客殿, Kyakuden), alle gedeckt mit Zedernrinde (檜皮葺, Hiwada-buki), stammen aus der Muromachi-Zeit und sind als Wichtiges Kulturgut Japans registriert.

## Schätze des Tempels
In der Haupthalle befindet sich die aus Holz gefertigte Statue einer Elfköpfigen Kannon, die aus der Kamakura-Zeit stammt. In der Amida-Halle steht ein Amida-Nyorai in einem Altarschrank (厨子, Zushi). Beide Skulpturen sind ebenfalls als Wichtiges Kulturgut registriert. Der Amida wurde von Kaikei (快慶; 12. Jahrhundert) gefertigt. Der Altarschrank lässt sich nach allen vier Seiten öffnen, ist also vom Typ Kasuga (春日形, Kasuga-gata). Am Gästehaus gibt es einen Garten, der in seiner Form an das Mandala des Taima-dera angelehnt ist.